# Vlag van Ekeren
De vlag van Ekeren werd op 15 maart 2013 bij ministerieel besluit vastgesteld als de districtelijke vlag van de Antwerpse district Ekeren.
Officieel wordt de vlag beschreven als:
Twee even lange banen van blauw en van geel, met op het blauw drie ketels van geel.
De kleuren van de vlag en de ketels zijn afkomstig uit het gemeentewapen.

## Eerdere vlaggen
De vlag, zoals getoond in de editie van 5-6 februari 2011 van de Antwerpse populaire krant Gazet van Antwerpen, is blauw met twee verkorte banen van geel en in de broektop 3 ketels geel, met slippen in de vlucht. De "E" voor Ekeren ligt voor de hand, net als de ketels en de traditionele gele en blauwe kleuren.
De vlag van de voormalige gemeente Ekeren is blauw met drie geel ketels geplaatst 2 en 1. De vlag is gelijk aan op het gemeentewapen.
De vlag die ook gebruikt, is echter twee even lange banen van blauw en van geel, met in de blauwe baan het gemeentewapen, geel omlijnd.

Voorgaande vlag (2011-2013)
Voorgaande vlag (tot 1983)
Voorgaande vlag (variant, tot 1983)

In 1983 is Ekeren opgegaan. Het grootste gedeelte wordt bij de stad Antwerpen gevoegd, het noordelijk gedeelte (wijken Hoogboom en Zilverenhoek) bij de gemeente Kapellen.  De vlag is daardoor als gemeentevlag komen te vervallen.